# Alkierz

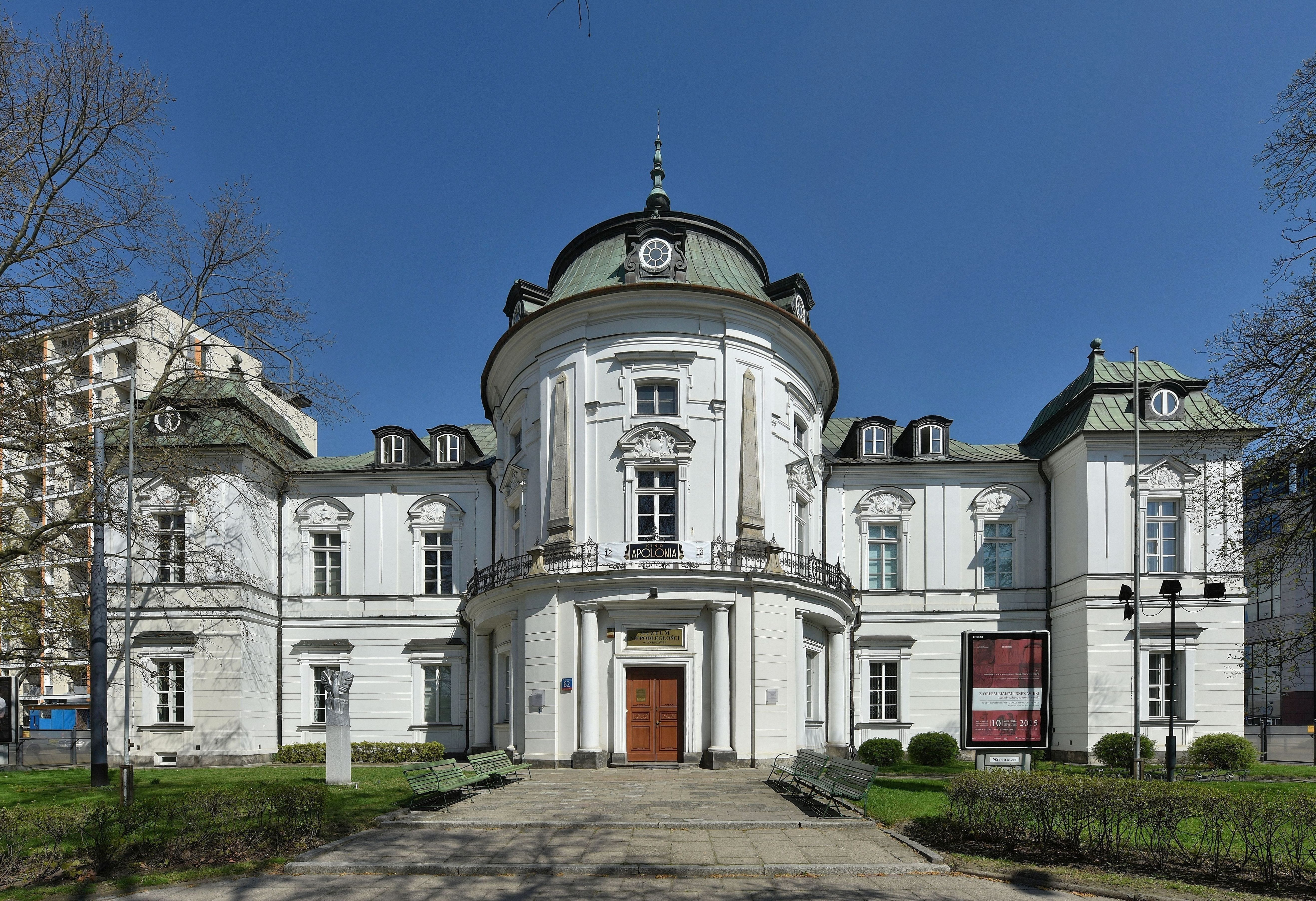
Alkierze w pałacu Przebendowskich w Warszawie

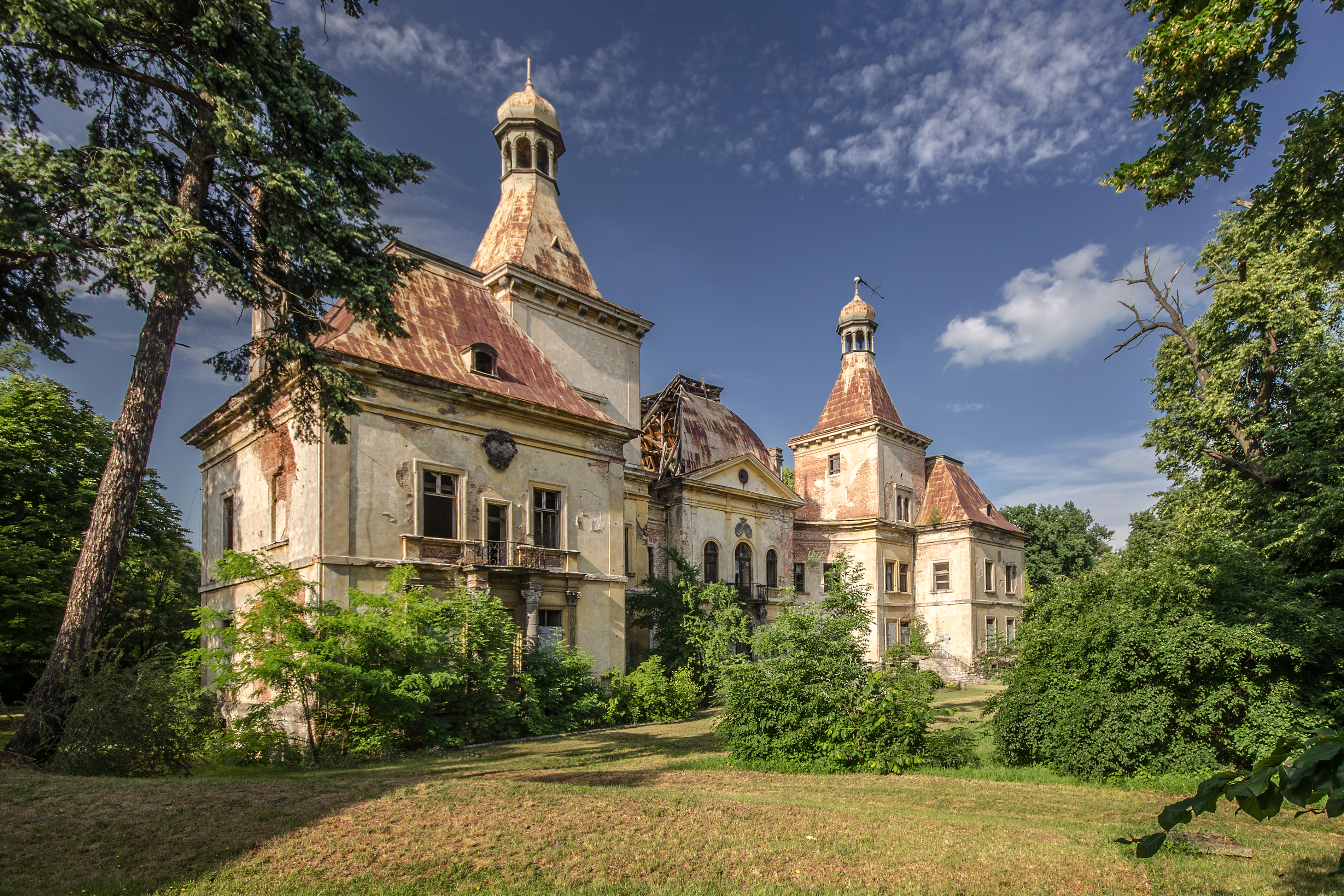
Alkierze w pałacu w Mańczycach

Alkierz (st.franc. arquière "miejsce dla łuczników" (wystające z muru), z łac. arcuarium, "wykusz dla łuczników", niem. Erker) – narożnik, zwykle na rzucie kwadratu lub prostokąta, wyraźnie występujący z bryły budynku, z odrębnym dachem, niekiedy wyższy od korpusu głównego i wówczas zwany wieżą alkierzową. 
Alkierzem nazywano również izbę znajdującą się w takim narożniku. W budownictwie wiejskim alkierzem określano małą izdebkę przy dużej izbie.

## Opis
Alkierz powstał z przekształcenia narożnych baszt średniowiecznych zamków warownych w baszty alkierzowe w XV w., a te, po utracie funkcji obronnych, przekształciły się w alkierze. Alkierze były typowym, charakterystycznym elementem polskich dworów z XVI–XIX w. i pałaców z XVII w.
Określenie to odnosi się także do:
- izb mieszkalnych w dworach i pałacach, często sytuowanych w narożach budynku, pełniących rolę sypialni, garderoby, gabinetu;
- izb mieszkalnych w karczmach;
- w budownictwie wiejskim reprezentacyjna izba, sypialnia. W niektórych regionach pomieszczenie w chatach wiejskich przeznaczone do przechowywania ziarna (szafarnia).